# Laciris
 Laciris  és un gènere de peixos de la família dels pecílids i de l'ordre dels ciprinodontiformes.

## Taxonomia
- Laciris pelagicus (Worthington, 1932)[2][3][4][5]